# Chattanooga
Chattanooga é uma cidade localizada no estado americano do Tennessee, no condado de Hamilton, do qual é sede. Foi fundada em 1838 e incorporada em 1839.
Foi considerada a cidade mais poluída dos EUA em 1969, mas resolveu esse problema, e hoje é conhecida como a cidade com a melhor velocidade de conexão à internet do país, sendo apelidada de Gig City.

## Geografia
De acordo com o United States Census Bureau, a cidade tem uma área de 390,3 km², dos quais 370,3 km² estão cobertos por terra e 20 km² por água.

## Demografia
Segundo o censo nacional de 2020, a sua população é de 181 mil habitantes e sua densidade populacional é de 429,6 hab/km². É a quarta cidade mais populosa do Tennessee. Possui 79 607 residências que resulta em uma densidade de 224,1 residências/km².

## Conexão à internet e "The Gig"
A cidade de Chattanooga tem a melhor conexão à internet dos Estados Unidos, comparável à de Hong Kong, a melhor do mundo. A conexão na cidade é 50 vezes mais veloz que a conexão média das residências dos EUA. Enquanto em Chattanooga é possível ter uma velocidade de 1 gigabit por segundo (1000 megabits por segundo) por menos de 70 dólares por mês, em Washington, DC seria necessário pagar muito mais para ter 20 megabits por segundo.
Isso só é possível porque a cidade possui a "The Gig", uma rede de fibra ótica mantida e operada pela empresa pública municipal chamada EPB, que permite que seus habitantes naveguem na internet à velocidades altíssimas. De acordo com a matéria no AlterNet, Chattanooga percebeu que os naturais monopólios de internet funcionam melhor quando são possuídos pelo povo para o benefício do povo, em vez de possuída por uma grande corporação para o benefício de seus donos e acionistas.
The Gig só foi possível porque, em 2009 a cidade recebeu um estímulo do governo federal de 111 milhões de dólares, que permitiu o funcionamento da rede de fibra ótica. A empresa EPB também teve que emprestar 219 milhões de dólares para concluir o projeto, que custou 330 milhões ao todo.
Além de beneficiar a população, a internet rápida gera vantagens econômicas ao município e, segundo autoridades do município, ajudou a criar pelo menos mil empregos entre 2011 e 2014, e algumas empresas estão se mudando de cidades como São Francisco e Nova Iorque para a pequena cidade no interior do Tennesse.

## Marcos históricos
O Registro Nacional de Lugares Históricos lista 94 marcos históricos em Chattanooga. O primeiro marco foi designado em 24 de março de 1971 e o mais recente em 9 de abril de 2021, a Christ Church Episcopal. Existe apenas um Marco Histórico Nacional na cidade, o Moccasin Bend Archeological District, designado em 1986.

## Galeria de imagens

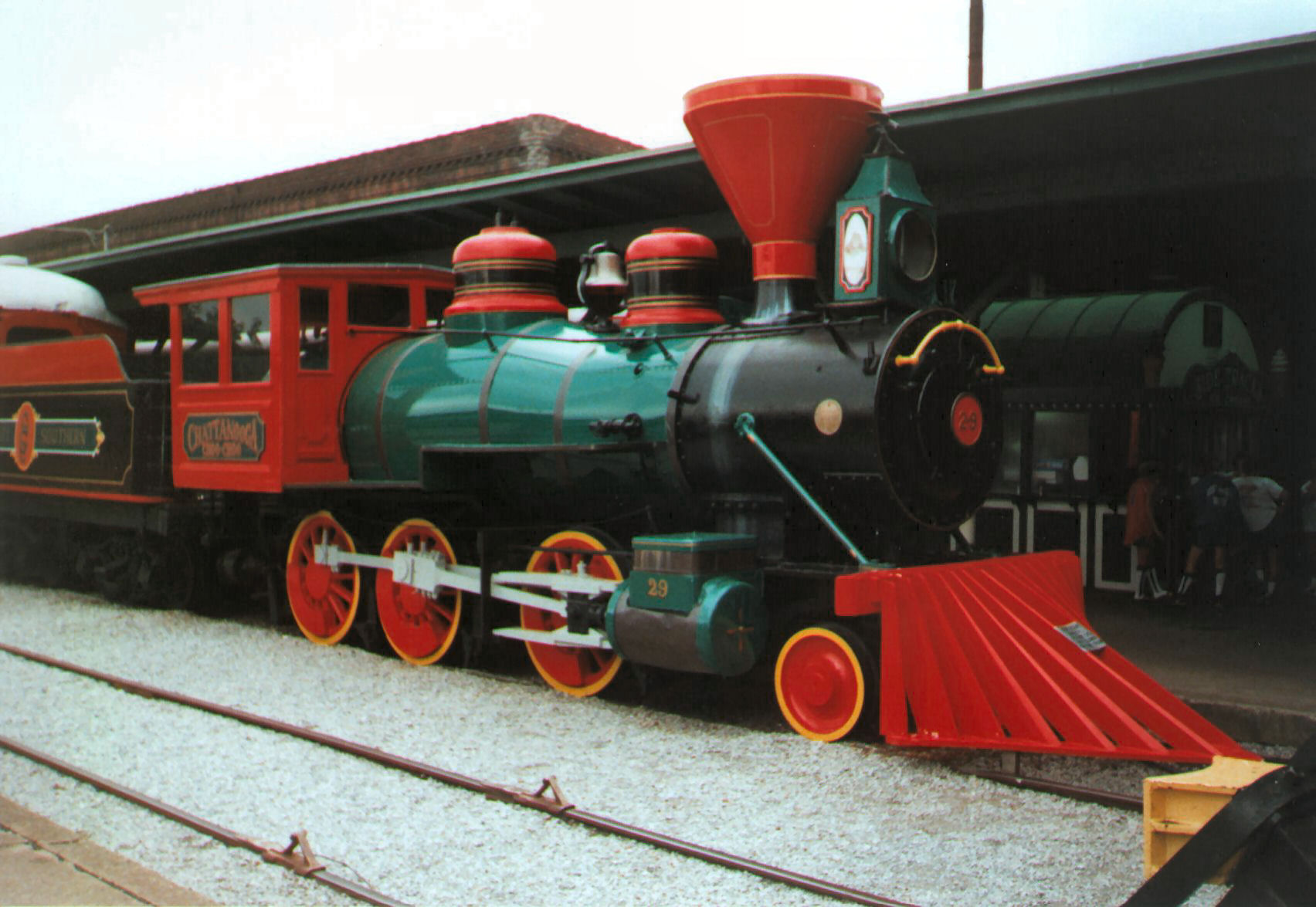
Um trem no hotel Chattanooga Choo Choo.